# Fritz Alberti
Fritz Alberti (1877–1954) foi um ator alemão da era do cinema mudo, ativo entre as décadas de 1920 e 1930.

## Filmografia selecionada
- 1924: Die Andere
- 1925: Schiff in Not
- 1925: Wenn die Liebe nicht wär'!
- 1926: Herbstmanöver
- 1926: Kreuzzug des Weibes
- 1934: Die Sporck'schen Jäger
- 1934: Die Stimme der Liebe
- 1935: Kampf um Kraft
- 1935: Petersburger Nächte